# بالکوهیدر
بالکوهیدر (به انگلیسی: Balquhidder) یک روستا در بریتانیا است که در استیرلینگ واقع شده‌است.